# Isla Furzey
Isla Furzey (en inglés: Furzey Island) es una isla en el puerto de Poole en el condado inglés de Dorset en el Reino Unido. La isla se encuentra al sur de la mayor isla de Brownsea. Vista desde el agua, o terrenos colindantes, su territorio parece otra Isla salvaje más. Sin embargo, escondido en los árboles existe un pozo de petróleo y una estación de recolección para el campo petrolero Wytch Farm, que está unido por tuberías a Hamble en Southampton.
La isla de Furzey se encuentra dentro de la parroquia civil del castillo de Corfe (Corfe Castle). La parroquia forma parte del distrito de gobierno local Purbeck.